# マクフライ
マクフライ（英語: McFly）は、イギリスの4人組ポップ・ロックバンドである。活動休止を挟みながら10曲の全英ナンバーワン・シングル、2枚のナンバーワン・アルバムを発表した。2013年からはバステッドと合体した「マクバステッド」としても活動を開始。

## 来歴
プロを目指していたトムはNME誌に掲載されていたバステッドのメンバー募集広告をみてオーディションを受けたことがきっかけとなり、マネジメントのプロダクション・レーベルと契約する。その後ダニーと2人で活動する期間があったが、その間、トムはバステッドの2ndアルバム「Present For Everyone」の数曲と「Thunderbirds Are Go」の製作に参加していた。トムは今度は自分がNME誌メンバー募集広告を出し、オーディションの結果ハリーとダギーが加入し2003年8月、マクフライを結成した。
2004年7月、1stアルバム『Room on the 3rd Floor』リリース、同年8月にはプロモーション来日を行いミニライヴも開催した。9月15日から10月9日まで全英でツアー。
2005年7月、LIVE 8に日本から出演し、全6曲を演奏。8月には2ndアルバム『Wonderland』リリース
2006年5月、リンジー・ローハン主演の映画「Just My Luck」（邦題・ラッキー・ガール）に本人役で映画初出演。9月17日から10月6日まで全英アリーナツアーを開催。11月には3rdアルバム『Motion in the Ocean』リリース。
て2007年11月：ベストアルバムリリース。翌12月にはそのツアーの様子を収めたDVD発売とウェンブリー・スタジアムでコンサートを開催。
2008年、アイランド・レコードを脱退し、自身のレーベルのSuper Recordsを設立した。Absoluteとレーベルのマネージメント契約を交わしている、同年7月20日、4thアルバム“Radio:ACTIVE"は、McFlyをアイドルと決めつけている人に自分達のことを理解してもらうために、イギリスの新聞Mail On Sunday限定で無料配布した。「自分達の曲を知ってもらい、ライブを見に来てほしい」とのこと。
2009年2月に来日、15日に大阪、17日と18日に東京でライブを行った。
2010年12月、5thアルバム『Above the Noise』リリース。
2012年10月、2ndベストアルバム『Memory Lane: The Best of McFly』をリリース。
2013年11月、元バステッドのジェイムス、マットと共にマクバステッドとしての活動を開始。マクフライとしての活動は事実上休止。
2020年、マクフライとして10年ぶりのアルバム『Young Dumb Thrills』をリリース。
2023年、7thアルバム『Power to Play』をリリース。

## メンバー

### トム・フレッチャー（Tom Michael Fletcher）
- 生年月日 1985年7月17日（40歳）
- 身長178cm。
- ギター、ボーカル、ピアノ
  - NME誌に掲載されていたバステッドの3人目の募集広告に応募し、ファイトスターのチャーリーとともに最後の2人に残ったが、落選した。オーディションには落ちてしまったが、元バステッドのジェイムス・ボーン（元・サン・オブ・ドーク）と連絡を取り続けて、大ヒットアルバムの「Present For Everyone」の数曲と映画『サンダーバード』の主題歌「Thunderbirds Are Go」をジェイムスと一緒に書いた。またソングライターとしては、バステッドで3曲、McFlyで7曲と計10曲もの全英1位を記録している。これはクイーンやロビー・ウィリアムズ、オアシスのノエル・ギャラガー、U2をも上回る数字である。ソフトで高い歌声が特徴。躁鬱病を患っていたことがある。映画『バック・トゥ・ザ・フューチャー』の大ファン。2011年にはデビュー前から交際していた女性と結婚した。

### ダニー・ジョーンズ（Daniel Alan David Jones）
- 生年月日 1986年3月12日（39歳）
- 身長180cm。
- ギター、ボーカル
  - トムがジェイムスと曲を書いている頃に出会い、2人で活動するようになった。様々なレコード会社を回ってアコースティック演奏を披露し、ユニバーサルとの契約を勝ち取る。ハスキーな歌声が特徴。大のサッカー好きで、チャリティーマッチでプロに混じってプレーしたことがある。好きな選手はイバン・カンポ。デビュー当初はストレートパーマをかけていたが、整えるのが面倒臭くなったとの理由でカールヘアに変えている。現在はアップバングをしていることが多い。トムと共にMcFlyの曲作りの中心を担っており、デビュー当時のワイルドな歌声から、徐々に深みのある声に変化してきている。ザ・フー、ブルース・スプリングスティーン、E・ストリート・バンドの大ファンで、5歳からギターを始めた。音楽の趣味が渋いことでも有名で、前述したThe Who、ブルース・スプリングスティーン、E・ストリート・バンドなどの古いバンドや、ケリー・ジョー・フェルプス、ジョン・メイヤーなどのジャジーなアーティストを好む。2014年に結婚し、子供が1人いる。番組の企画でオペラに挑戦したことがある。

### ダギー・ポインター （Dougie Lee Poynter）
- 生年月日 1987年11月30日（37歳）
- 身長174cm。
- ベース、ボーカル
  - NME誌に出ていたMcFlyの募集広告に応募し、加入した。他のメンバーから言わせるとちょっと変わった人らしい。また、大の爬虫類好きで、自宅で実際に多くの爬虫類を飼っている。来日した際、購入したカブトムシを日本庭園に放したことがある。右肩に大きなタトゥーがあり、両足首には星のタトゥーがある。大半の曲はトムとダニーがボーカルを務めているが、最近はダギーがボーカルを務める機会もある。ブリンク 182の大ファン。以前アルコールと薬物依存症を患っており、自殺未遂を図ったことがある。しかし、現在はメンバーや友人の支えによって立ち直っている。

### ハリー・ジャッド（Harry  Mark Christopher Judd）
- 生年月日 1985年12月23日（39歳）
- 身長180cm。
- ドラム
  - ダギーと同じく広告を見てMcFlyに加入した1人。

## エピソード
バンド名の由来は映画「バック・トゥ・ザ・フューチャー」の主人公マーティー・マクフライ(Marty Mcfly)から。
メンバー全員が若くルックスが良いことから、一見若い女性に人気のアイドルバンドに思えるが、「Greatest Hits Tour」のDVD(日本では2008年3月5日発売)を見てもわかるように、本国イギリスでは男性のファンや、自分の子供の影響でファンになったと思われる中年層のファンもいる。
メンバー全員が非常に仲が良く、バンドを組んでから長い間4人で一緒に暮らしていた。別々に暮らすことになったとき、最初にトムが住む場所を決めてメンバーを家に連れて行くと、数日後に他のメンバーが全員同じ通りに引っ越してきた。そのため、現在は全員同じ通りに住んでいる。
ゲイ雑誌『アティテュード』の表紙を飾ったことがあり、ダニーとダギーはゲイ限定のライヴで陰毛にライターで火をつけたことがある。

## ダニエル・ラドクリフとの確執
ハリー・ポッターで有名な俳優ダニエル・ラドクリフは「McFlyみたいな自分達で曲を作らないバンドは嫌い。自分たち自身の楽曲もまともに弾けない」と言い放ち、以降McFlyとは険悪になっている(ちなみに、ダニエル・ラドグリフのこの発言は事実とは異なり、McFlyは楽曲を自ら作詞作曲している。)。この発言に対して、McFlyと交友の深いSon Of Dorkのジェイムスは「ラドクリフは全く馬鹿げたことを言っている。他人の才能のことばかり話していないで、自分の才能を見返したほうがいいんじゃないのか？McFlyと一緒に、やつの尻を蹴りに行ってやる!!奴は最悪な俳優だし、映画でのキャラクターも最悪だ。」と強く批判した。

## ディスコグラフィ

### アルバム
収録曲は原則として日本盤のもの。太字は英国でシングル発売されている（される）もの(A面のみ)。斜体の文字は日本盤限定の収録曲。

#### Room On The 3rd Floor
- 英国:2004年7月5日発売（全英1位）
- 日本:2004年7月21日発売
  - Five Colors in Her HairとObviouslyが全英1位を記録し、このアルバムも全英1位を記録したことでビートルズの記録を塗り替え、ギネス・ワールド・レコーズに認定された。ポップで新鮮な曲調が多いのが特徴。

収録曲
1. Five Colours in Her Hair[5]
2. Obviously
3. That Girl
4. Room on the 3rd Floor
5. Hypnotised
6. Saturday Night
7. Met This Girl

1. She Left Me
2. Down by the Lake
3. Unsaid Things
4. Surfer Babe
5. Not Alone
6. Broccoli
7. Get Over You (Hidden)

#### Wonderland
- 英国:2005年8月29日発売（全英1位）
- 日本:2006年2月1日発売
  - 1stアルバム同様に全英1位を獲得。前作とは打って変わって落ち着いたサウンドが特徴である。

収録曲
1. I'll Be OK
2. I've Got You
3. Ultraviolet
4. The Ballad of Paul K
5. I Wanna Hold You
6. Too Close for Comfort
7. All About You

1. She Falls Asleep Part 1
2. She Falls Asleep Part 2
3. Don't Know Why
4. Nothing
5. Memory Lane
6. Easy Way Out (Japan Bonus Track)
7. I'll Be OK -Danny & Tom Acoustic (Japan Bonus Track)

#### Just My Luck
- 2006年5月12日発売（全米25位）
  - 映画Just My Luckに出演時に米国で発売されたアルバム。同映画のサウンドトラックの扱い。1stアルバムの数曲と2ndアルバムの数曲を合わせた構成。事実上のアメリカでのデビューアルバム。
- 収録曲

1. I Wanna Hold You[6]
2. I've Got You[7]
3. Obviously
4. Ultraviolet
5. Five Colors in Her Hair (U.S. Ver.)
6. Too Close for Comfort

1. All About You
2. That Girl
3. Unsaid Things (Orchestral)
4. I'll Be OK
5. Just My Luck
6. Memory Lane

#### Motion In The Ocean
- 英国:2006年11月6日発売（全英6位）
- 日本:2006年12月20日発売
  - Baby's Coming Backは収録されていない。（特別版では収録されている。）
  - 同時期にオアシスなど大物アーティストのアルバムリリースが重なり、全英1位は逃した。ポップな曲調が多いが1stとはまた違ったものになっており、成長がうかがえる。
  - ツアー・エディションの日本盤は存在しないが、インターネットで手に入れることができる。

収録曲
- 通常盤

1. We Are the Young
2. Star Girl
3. Please, Please
4. Sorry's Not Good Enough
5. Bubble Wrap
6. Transylvania
7. Lonely

1. Little Johanna
2. Friday Night
3. Walk in the Sun
4. Home Is Where the Heart Is
5. Don't Stop Me Now (Japan Bonus Track)
6. Silence Is a Scary Sound (Hidden)

- 特別盤

1. We Are the Young
2. Star Girl
3. Please, Please
4. Sorry's Not Good Enough
5. Bubble Wrap
6. Transylvania
7. Lonely

1. Don't Stop Me Now
2. Little Johanna
3. Friday Night
4. Walk in the Sun
5. Home Is Where the Heart Is
6. Baby's Coming Back

#### All The Greatest Hits / Greatest Hits
- 英国:2007年11月5日発売（全英4位）
- 日本:2007年12月5日発売
  - McFly初のベストアルバム。デビュー曲のFive Colours in Her HairからThe Heart Never Liesまで全曲収録（英国特別盤）。通常盤や日本盤などは全曲は収録されていない。

収録曲
- 通常盤/日本盤

1. Five Colours in Her Hair
2. All About You
3. Star Girl
4. Obviously
5. The Heart Never Lies (Radio Edit)
6. Please, Please
7. Room on the 3rd Floor
8. Don't Stop Me Now

1. I'll Be OK
2. That Girl
3. Baby's Coming Back
4. Transylvania
5. The Way You Make Me Feel
6. Don't Wake Me Up
7. Umbrella (Japan Bonus Track)

- 完全盤

1. Five Colours in Her Hair
2. Obviously
3. That Girl
4. Room on the 3rd Floor
5. All About You
6. I'll Be OK
7. I Wanna Hold You
8. The Ballad of Paul K
9. Ultraviolet
10. Please, Please
11. Don't Stop Me Now

1. Star Girl
2. Friday Night
3. Sorry's Not Good Enough
4. Transylvania
5. Baby's Coming Back
6. The Heart Never Lies
7. The Way You Make Me Feel
8. Don't Wake Me Up
9. Five Colors in Her Hair (U.S. Version)
10. You've Got a Friend
11. Memory Lane (Live from Manchester)

#### The Greatest Bits: B-sides and Rarities
- 英国:2007年12月3日発売(全英83位)
  - 英国限定で発売。新曲は入っておらず、これまでのシングルのカップリングの曲が収録されている。(Mr.BrightsideやUmbrellaなど)

収録曲
1. Mr.Brightside
2. Lola
3. She Loves You
4. No Worries
5. Help
6. Crazy Little Thing Called Love

1. Santa Claus Is Coming To Town
2. The Guy Who Turned Her Down
3. Umbrella
4. Pinball Wizard (Live in Manchester)
5. Deck the Halls
6. Fight For Your Right (Live From The Motion In The Ocean Tour)

- - 既にメーカーで廃盤となっており国内外問わず入手は不可能に近い。

#### Radio:Active
- 英国:2008年7月20日無料配布（英国限定） 9月22日発売（全英8位）
- 日本:2009年2月11日発売
  - スーパー・レコードになって初のアルバム。アイドルという世間からのイメージから脱却するため、多くの人に曲を聞いてもらうために7月20日のMail On Sundayに折り込んで無料配布された。9月22日にはボーナストラックとDVDとブックレット付で発売。
  - 2009年2月、来日に合わせて日本盤を発売。初回盤、通常盤のCD+DVDバージョン、CDのみのバージョンの3パターンで発売された。初回盤DVDではPV（Lies,One For The Radio,Do Ya）、ブラジルツアーの様子、日本のファンへのメッセージ、通常盤のDVDはPVとPV(Lies)のメイキングが収録されたDVDが付属。それぞれのDVDには英国盤と同じものも収録される。

収録曲
- 無料配布盤

1. Do Ya
2. Falling in Love
3. Everybody Knows
4. Smile
5. One for the Radio

1. POV
2. Corrupted
3. The Heart Never Lies
4. Going Through the Motions
5. The Last Song

- 一般発売盤/日本盤

1. Lies
2. One for the Radio
3. Everybody Knows
4. Do Ya
5. Falling in Love
6. POV
7. Corrupted
8. Smile
9. The End
10. Going through the Motions

1. Down Goes Another One
2. Only The Strong Survive
3. The Last Song
4. Do Ya (Acoustic,Japan Bonus Track)[8]
5. POV (Acoustic,Japan Bonus Track)[8]
6. Going through the Motions (Live,Japan Bonus Track)[8]
7. Stay With Me (Japan Bonus Track)[9]
8. Falling In Love (Acoustic,Japan Bonus Track)[10]

+DVD & Booklet

#### Above the Noise
- 英国:2010年12月15日発売
- 日本:2011年3月2日発売
  - 2年ぶり5枚目のアルバム。2009年の暮れにトムからtwitter上でアルバムの制作が発表され、2010年9月初頭にアルバム名が発表された。
  - 先行シングルのParty Girlからはシンセサイザーを取り入れたこれまでのMcFlyの音楽とはまた異なったものになったことが見て取れる。

収録曲
- 通常盤/日本盤

1. End of the World
2. Party Girl
3. iF U C Kate
4. Shine a Light" (Feat. Taio Cruz)
5. I'll Be Your Man
6. Nowhere Left to Run
7. I Need a Woman

1. That's the Truth
2. Take Me There
3. This Song
4. Foolish
5. Sunny Side of the Street(Demo) (Japan Bonus Track)
6. Hotel On a Hill (Japan Bonus Track)
7. I'll Be Your Man (Acoustic,Japan Bonus Track)

#### Memory Lane: The Best of McFly
- 英国:2012年11月26日発売
- 日本:2013年1月16日発売
  - McFly結成10周年を記念したベストアルバム。新録3曲に加え、10年の活動を網羅した収録曲となっている。英国では通常盤と2枚組の特別盤が発売された。日本盤は特別盤と同じ内容の2枚組。

収録曲
- 通常盤

1. Love Is Easy
2. Shine a Light" (Feat. Taio Cruz)
3. Party Girl
4. Falling in Love
5. Do Ya
6. Lies
7. One for the Radio
8. The Heart Never Lies
9. Transylvania
10. Friday Night
11. Star Girl

1. Don't Stop Me Now
2. I'll Be OK
3. All About You
4. Room on the 3rd Floor
5. Obviously
6. Five Colours In Her Hair
7. Do Watcha
8. Cherry Cola
9. That Girl(Original 2003 Demo)
10. Obviously(Original 2003 Demo)
11. Memory Lane

- 特別盤/日本盤 ディスク2

1. Umbrella
2. Lola
3. The Guy Who Turned Her Down
4. Get Over You
5. You've Got A Friend
6. No Worries
7. Silence is A Scary Sound
8. Sunny Side of the Street(Demo)
9. Memory Lane(Original 2003 Demo)
10. Surfer Babe(Original 2003 Demo)
11. Ignorance

1. Down Down
2. Mess Around You
3. Rockin' Robin
4. POV
5. She Loves You
6. Mr.Brightside
7. Little Johanna
8. Bubblewrap
9. Five Colors in Her Hair (U.S.Version)
10. Love is Easy (Dougie Style, Japan & iTunes edition bonus track)
11. Love is Easy (Live Ukulele Style, Japan & iTunes edition bonus track)

#### Lost Songs
- 2020年7月3日配信開始
  - 2011年から13年の間に録音され、世に出ていなかった曲を集めたストリーミング限定のコンピレーションアルバム。

収録曲
1. Red
2. Touch the Rain
3. We Were Only Kids
4. Hyperion
5. Dare You to Move
6. Break Me
7. Corner of My Mind

1. Something About You
2. Those Were the Days (feat. Ximena Sariñana)
3. Josephine
4. Lucky Ones
5. Man On Fire
6. Pretty Girls

#### Young Dumb Thrills
- 英:2020年11月13日発売
  - 活動休止を経た10年ぶりのスタジオアルバム。

収録曲
1. Happiness
2. Another Song About Love
3. You're Not Special
4. Head Up
5. Tonight Is The Night
6. Young Dumb Thrills (featuring Rat Boy)

1. Growing Up (featuring Mark Hoppus)
2. Mad About You
3. Sink or Sing
4. Like I can
5. Wild And Young
6. Not the End

### Power to Play
- 英:2023年6月9日発売。

パワー・トゥ・プレイを参照。

### シングル
| アルバム                       | 曲名                                                | 全英チャート | カップリング | フォーマット                |
| ------------------------------ | --------------------------------------------------- | ------------ | --- | --------------------------- |
| Room on the 3rd Floor          | Five Colours In Her Hair 2004年3月29日              | 1位          | Lola(feat.Busted) （キンクスのカバー） The Guy Who Turned Her Down Saturday Night（Room On The 3rd Floorから)                                                      | CD1 CD2 7" picture          |
| Room on the 3rd Floor          | Obviously 2004年6月21日                             | 1位          | Get Over You （Room On The 3rd Floorから） Help （ビートルズのカバー） Obviously （リミックス）                                                                    | CD1 CD2 7" picture          |
| Room on the 3rd Floor          | That Girl 2004年9月6日                              | 3位          | Obviously（ライブ） That Girl（ライブ） She Loves You (ビートルズのカバー、スタジオとライブの2パターン)                                                            | CD1 CD2 7" picture          |
| Room on the 3rd Floor          | Room on the 3rd Floor 2004年11月15日                | 5位          | Crazy Little Thing Called Love (クイーンのカバー) Deck The Halls Five Colours in Her Hair（ライブ） Room on 3rd Floor（ライブ）                                    | CD1 CD2 DVD 7" picture      |
| Wonderland                     | All About You/You've Got a Friend 2005年5月7日      | 1位          | You've Got a Friend はキャロル・キングのカバー All About You（オーケストラバージョン） Room on the 3rd Floor                                                       | CD Maxi                     |
| Wonderland                     | I'll Be OK 2005年8月15日                            | 1位          | No Worries Nothing （Wonderlandから） Pinball Wizard (ザ・フーのカバー)                                                                                            | CD1 CD2 DVD Download        |
| Wonderland                     | I Wanna Hold You 2005年10月17日                     | 3位          | I Wanna Hold You（インストゥメンタル） Mr.Brightside （ザ・キラーズのカバー） Easy Way Out                                                                         | CD1 CD2 DVD Download        |
| Wonderland                     | Ultraviolet/The Ballad of Paul K 2005年12月12日     | 9位          | Ultraviolet（ライブ） The Ballad of Paul K（ライブ） I Predict A Riot （カイザー・チーフスのカバー）                                                               | CD1 CD2 DVD Download        |
| Motion In The Ocean            | Don't Stop Me Now/Please, Please 2006年7月17日      | 1位          | Don't Stop Me Now はクイーンのカバー Five Colors in Her Hair（アメリカバージョン、アリーナライブバージョンの2パターン） I've Got You (Wonderland,Just My Luckから) | CD1 CD2 DVD                 |
| Motion In The Ocean            | Star Girl 2006年10月3日                             | 1位          | We are The Young Transylvania （2曲はMotion In The Oceanから） Silence Is A Scary Sound （Wonderlandツアーのライブ音源）                                           | CD1 CD2 DVD                 |
| Motion In The Ocean            | Sorry's Not Good Enough/Friday Night 2006年12月18日 | 3位          | Rockin' Robin（ボビー・デイのカバー） | CD1 DVD                     |
| Motion In The Ocean            | Baby's Coming Back/Transylvania 2007年5月7日        | 1位          | Baby's Coming Backはジェリーフィッシュのカバー Fight For Your Right（The Motion In The Oceanツアーのライブ音源、ビースティ・ボーイズのカバー）                     | CD1 DVD                     |
| Greatest Hits                  | The Heart Never Lies 2007年10月22日                 | 3位          | Ignorance Umbrella （リアーナのカバー） Sofa, Hyundai, Administration                                                                                              | CD1 CD2 7" picture Download |
| Radio:Active                   | One For The Radio 2008年7月14日                     | 2位          | Do Ya Falling in Love POV（3曲共にアコースティックバージョン） | CD1 CD2 CD3 DVD             |
| Radio:Active                   | Lies 2008年9月15日                                  | 4位          | The Winner Takes It All（ABBAのカバー、ライヴバージョン） Going Through The Motions（ライヴ） The End（アコースティック）                                          | CD1 CD2 DVD                 |
| Radio:Active                   | Do Ya 2008年11月24日                                | 18位         | Stay With Me （フェイセズのカバー、Children in Needの2008年度公式曲） I Kissed a Girl（ケイティ・ペリーのカバー、ラジオ音源） The Last Song（ライヴ）              | CD1 DVD Download            |
| Radio:Active                   | Falling in Love 2009年5月10日                       | 87位         | - | Download                    |
| Above the Noise                | Party Girl 2010年9月6日                             | 6位          | Sunny Side Of The Street（自宅録音音源） Hotel On A Hill | CD1 CD2 7"Picture Download  |
| Above the Noise                | Shine a Light 2010年11月7日                         | 4位          | - | CD1 CD2 7"Picture Download  |
| Above the Noise                | That's the Truth 2011年3月7日                       | 35位         | - | CD1 CD2 7"Picture Download  |
| Memory Lane: The Best of McFly | Love Is Easy 2012年11月11日                         | 10位         | - | Download                    |
| アルバム未収録                 | Love Is on the Radio 2013年11月24日                 | 6位          | - | CD Download                 |

### DVD
- The Wonderland Tour 2005
  - 2005年11月28日発売（全英1位）
    - The Wonderland Tourのマンチェスター・イブニング・ニュース・アリーナでのライブの映像を収録している。
- Motion In The Ocean Tour DVD
  - DVDとして発売されたわけではなく、アルバムMotion In The Oceanの特別版に付属している。
- All The Greatest Hits
  - 2007年12月3日発売
  - 2008年3月5日発売（日本盤）
    - Greatest Hits Tourのウルヴァーハンプトン・シビック・ホールでのライブの映像を収録。
    - ライブ映像、全てのPVとバックステージが収録されている。
- Radio:Active (Deluxe Edition)
  - Radio:Activeの一般発売版に付属したもの。インタビューや、アルバムのアートワークについてメンバーが語っている様子が収められている。
- Radio:Active Tour Live At Wenbley
  - 2009年5月11日発売
    - 2008年11月27日のロンドン、ウェンブリー・スタジアムでのライブ映像を収録。アルバム「Radio:ACTIVE」に収録された曲、過去のヒット曲、そしてマイケル・ジャクソンのカバー、Black or Whiteも収録されている。
- Behind the Noise
  - 2010年11月15日発売
    - アルバム「Above the Noise」の制作の裏側を記録した作品。
- Nowhere Left to Run
  - 2010年11月29日発売
    - アルバム「Above the Noise」のうち、7曲をフィーチャーし作成された短編映画作品。
- McFly 10: Live at the Royal Albert Hall
  - 2013年12月27日発売
    - 10周年を記念してロイヤル・アルバート・ホールにて行われたライヴ映像を収めた作品。

## 受賞歴
2004年
- Smash Hits - 最優秀バンド賞
- Smash Hits Awards - 最優秀アルバム賞 for Room on the 3rd Floor
- Smash Hits Awards - 最優秀ビデオ賞 for "That Girl"
- Smash Hits Awards - Best Stars of the Year

2005年
- Smash Hits Awards - 最優秀バンド賞
- Smash Hits Awards - 最優秀シングル賞 "All About You'"
- Smash Hits Awards - 最優秀アルバム賞 Wonderland
- BRIT Awards - 最優秀ポップバンド賞

2006年
- Vergin.net Music Awards - 最優秀グループ賞

2007年
- Nickelodeon UK Kids Choice Awards  - 最優秀バンド賞
  - 番組の司会役も務めた。
- UK Festival Awards - 最優秀バンド賞
  - V フェスティバルにも出演。
- Vergin Media - 最優秀ライブパフォーマンス賞

2008年
- Nickelodeon UK Kids Choice Awards - 最優秀バンド賞